# Possehl
Die L. Possehl & Co. mbh mit Sitz in Lübeck ist eine Unternehmensgruppe von mittelständischen Industrieunternehmen. Die Firma betrieb ursprünglich einen Handel mit Kohlen und Eisen. Heute ist die Possehl-Gruppe ein Technologiekonzern mit mehr als 200 Gesellschaften in über 30 Ländern und ca. 13.000 Mitarbeitern.
Der Gründer Emil Possehl verfügte testamentarisch, dass die aus seinem Nachlass entstehende Possehl-Stiftung alleinige Gesellschafterin der L. Possehl & Co. mbH wurde.

## Geschichte

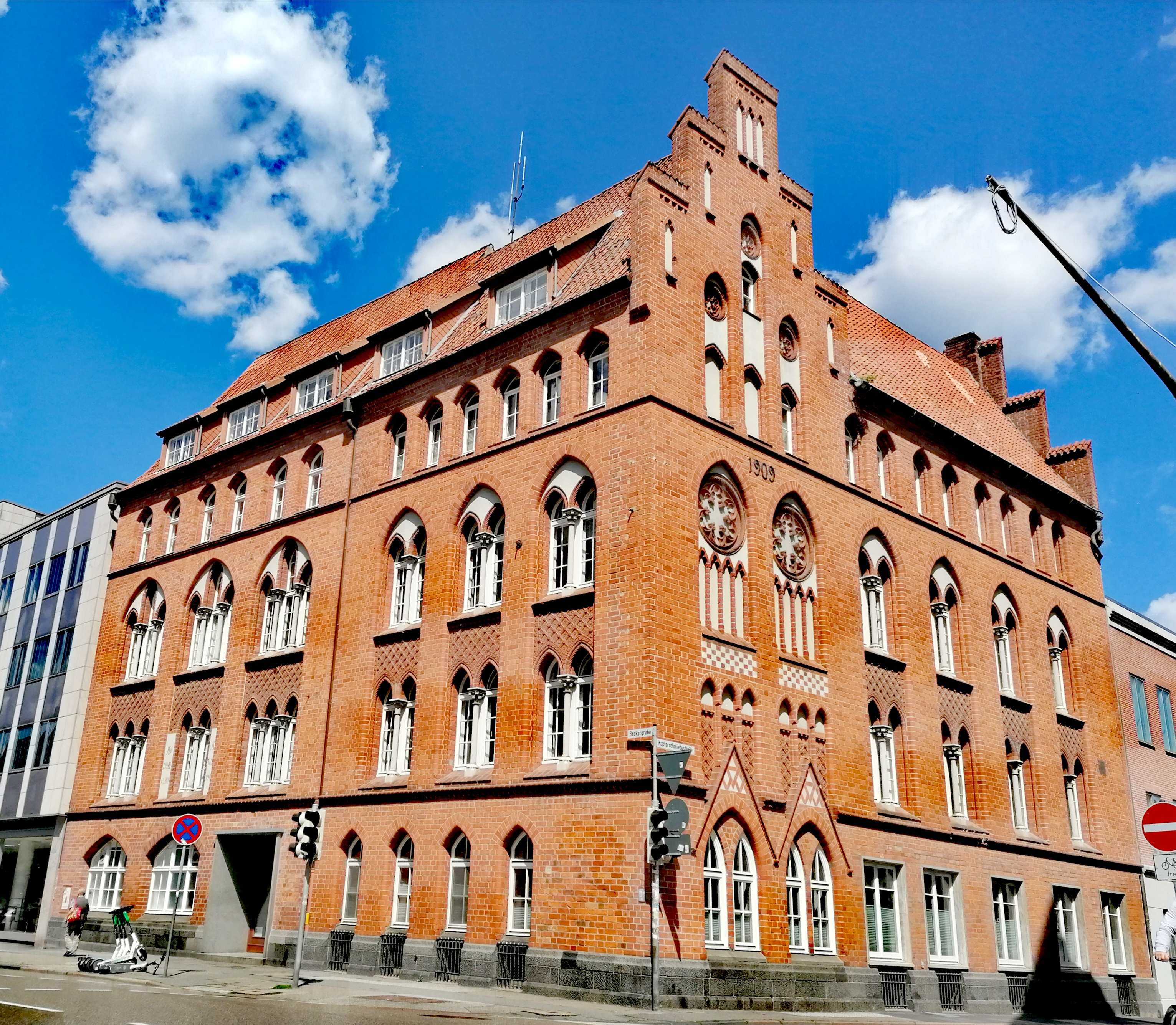
1909 fertiggestelltes Geschäftshaus, in dem sich noch heute Possehls Schreibtisch befindet

### 1847: Gründung und Aufbaujahre
Am 1. Mai 1847 gründete Ludwig Possehl in Lübeck seine Firma L. Possehl & Co. und begann mit dem Handel von Eisen und Kohle. Das Produktsortiment wurde schnell erweitert und fand Großabnehmer für Eisenblech, Steinkohle und Generalwaren wie Nägel und Drähte.
Nach seiner Schulzeit in der 1840 aus der Borchertschen Schule in der Beckergrube hervorgegangenen Franz-Heinrich-Petris Real-Lehranstalt für Knaben, deren Lehrplan war dort verstärkt auf zukünftige Seefahrer und Kaufleute ausgerichtet, wurde sein ältester Sohn Emil in der Holzgroßhandlung von August Peter Rehder ausgebildet. Der Ausbruch des Deutsch-Französischen Krieges und der damit für Hanseaten verbundene selbstverständliche Kriegsdienst sollte seine sechsjährige Lehrzeit um zwei Jahre verkürzen. Zurück in Lübeck arbeitete Emil im väterlichen Handelshaus. Auf einer Reise nach Schweden profilierte sich Emil, indem er Kontakte zu schwedischen Stahlherstellern knüpfte und im Juli 1872 wurde ihm Prokura übertragen. Die Absicht des Seniorchefs, Emil zu beteiligen, bestätigte sich, da die Firma bald nach seiner Rückkehr im Handel mit schwedischen Eisen expandierte, der Umsatz im Folgejahr um die Hälfte wuchs und die Gewinne in jenem Zeitraum um beinah das Fünffache anstiegen.

### 1873: Emil Possehl

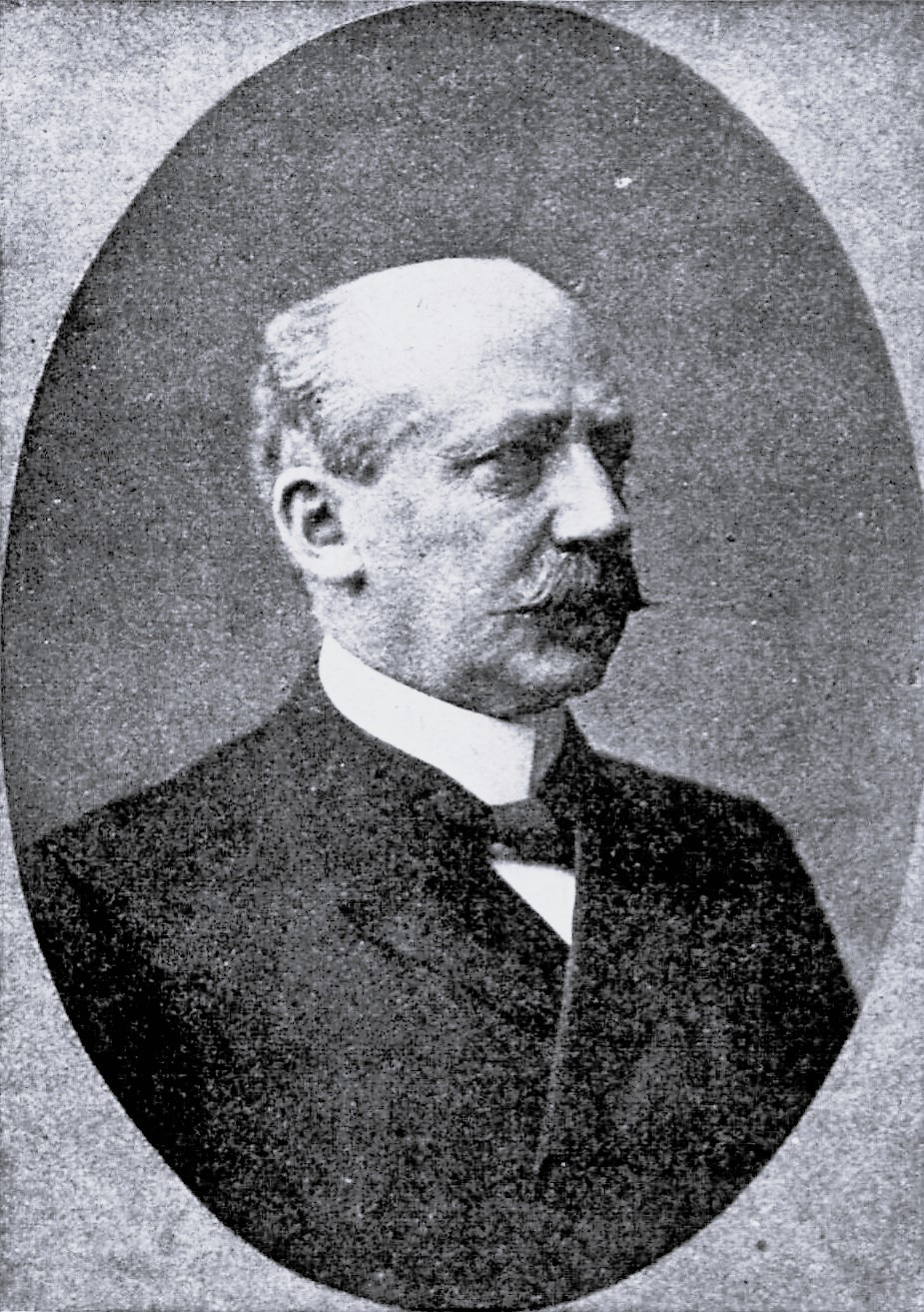
Emil Possehl

Da es mit der Gesundheit seines Vaters nicht zum Besten stand, übertrug dieser am 50. Gründungstag der Firma, dem 1. Mai 1873, Emil die Teilhaberschaft und Firmenleitung und stellte ihm zwei Mitarbeiter mit Prokura zur Seite und war nun Stiller Teilhaber. Die testamentarische Verfügung des Vaters, dass mit seinem Tod beide volljährigen Söhne die Firma gemeinschaftlich übernehmen sollten, trat 1875 in Kraft. Emil oblag nun die Gesamtleitung und war für das Importgeschäft zuständig, während sich Adolf im Platzgeschäft bewähren sollte.
1880 entschlossen sich die Brüder, die Firma in zwei Sektionen aufzuteilen: die Abteilung Eisen und Stahl, die mit dem Großhandel der importierten Rohstoffe betraut war, und die Sparte Platzgeschäft. Adolf erkannte, dass er in der Firmenhierarchie immer nur den zweiten Platz einnehmen würde. Er schied auf eigenen Wunsch aus und machte sich in Hamburg selbstständig. Emil wurde bei ihm Teilhaber.
Das lübeckische Haus wurde insbesondere im Erzhandel mit Skandinavien (Nordisches Erzkontor) stark ausgebaut. Emil Possehl erwarb Anteile an Bergwerken und Hochöfen in Skandinavien. 1884 kaufte er mit der Hufnagelfabrik im damals russischen Wilejka bei Wilna (heute Litauen) sein erstes produzierendes Unternehmen; in den Folgejahren machte er es zum russischen Marktführer für Hufeisen und Sensen.

### Entwicklung nach Europa
In den 1890er Jahren war die industrielle Revolution in vollem Gange und die deutsche Stahlindustrie ermöglichte es dem Unternehmen, seine Geschäftsaktivitäten europaweit durchzuführen. Ab 1898 transportierten seine Schiffe Erz von den Häfen Luleå und Narvik nach Mitteleuropa. Es gehörte zu den Investoren, die den Bau der Ofotenbahn (1896–1903) ermöglichten. Vor Beginn des Ersten Weltkriegs war Possehl das größte Eisenhandelshaus Europas. Der Krieg führte zu einem Boom des Handels mit Erz, aber auch zu einer Anklage gegen Possehl wegen Feindbegünstigung. Das Verfahren vor dem Reichsgericht endete 1916 mit einem Freispruch für Possehl. Die im Russischen Kaiserreich gelegenen Unternehmensteile und der Markt gingen mit dem Krieg und seinen Folgen verloren.
Durch das Unternehmenswachstum entschied sich Emil Possehl, den Konzern 1915 in selbstständige Handelsgesellschaften zu gliedern. Die L. Possehl & Co. mbH wird Dachorganisation – eine Struktur, die das Unternehmen bis heute beibehalten hat.

### Possehl-Stiftung
Während er 1915, vier Jahre vor seinem Tod, im hamburgischen Gefängnis auf seinen Landesverratsprozess wartete, setzte der kinderlos gebliebene Emil Possehl testamentarisch die neu zu errichtende Possehl-Stiftung zur Erbin des weitaus größten Teils seines Vermögens ein. Die Stiftung wurde im Mai 1919 per Senatsdekret rechtskräftig. Sie ist seitdem alleinige Gesellschafterin der L. Possehl & Co. mbh. Possehl bestimmte jedoch in seinem Testament, dass die Stiftung die Unternehmenstätigkeit nicht kontrollieren solle, so dass die Unternehmensgruppe in ihrer Geschäftstätigkeit unabhängig agieren kann.
Durch Satzungsänderungen 1934 wurde die Stiftung, deren Aufsichtsrat im Oktober 1933 von den Nationalsozialisten gleichgeschaltet wurde, und das Unternehmen „quasi verstaatlicht“. Possehl profitierte vom Aufschwung der Rüstungs- und Schwerindustrie; 1939 wurde ein Rekordjahr, vor allem durch die Einfuhr schwedischen Roheisens. Beim Luftangriff auf Lübeck am 29. März 1942 wurde der Firmensitz in der Beckergrube weitgehend zerstört, das Unternehmensarchiv verbrannte. Mit Ende des Krieges verlor Possehl seinen gesamten Auslandsbesitz, die Produktionsstätten in der sowjetischen Besatzungszone sowie einen wesentlichen Teil seines Absatzmarkts.
Beim Wiederaufbau ab 1948 mit einer wiederhergestellten unabhängigen Stiftung bewährte sich die Vielfältigkeit von Produktions-, Handels- und Dienstleistungsunternehmen. Der Handel spielt heute nur noch eine untergeordnete Rolle im inzwischen weit gefächerten Unternehmens-Portfolio. Das Possehl Erzkontor wurde 2014 an die Hamburger Cremer-Gruppe verkauft.

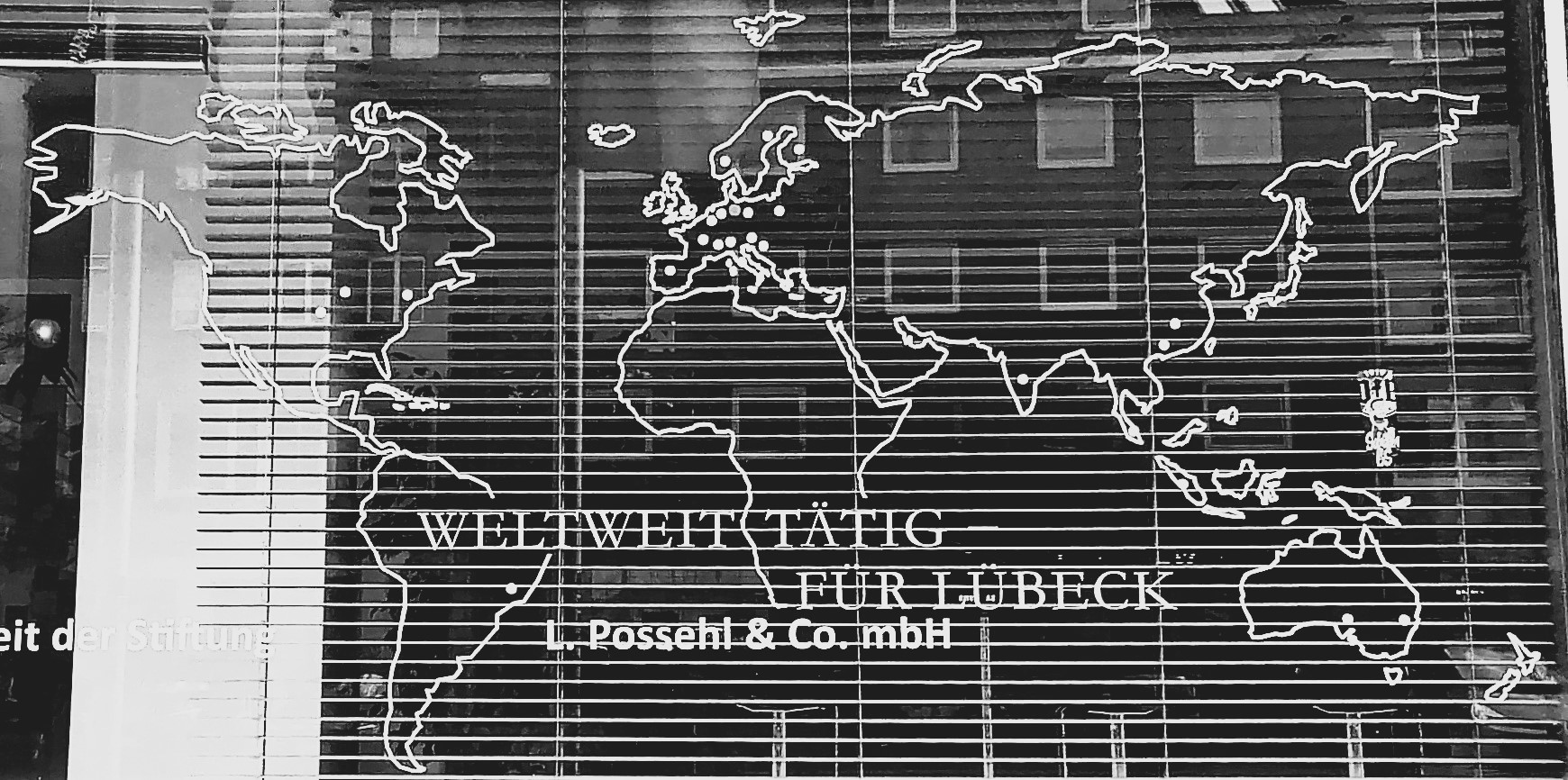
WELTWEIT TÄTIG – FÜR LÜBECK

Von 2011 bis 2021 wurden 44 Unternehmen in der Possehl-Gruppe aufgenommen.

## Geschäftsbereiche
Reifentechnik
Aktuell 20 Unternehmen und drei Geschäftseinheiten vereinen sich unter dem Dach der HF Group, die zusammen mit der Führungsgesellschaft Harburg-Freudenberger Maschinenbau GmbH seit 2004 eine 100%ige Tochter der L. Possehl & Co. mbH ist. Mit der über 160 Jahre zurückliegenden Gründung der Harburger Eisenwerke AG blickt die Gruppe mit ihren Geschäftseinheiten HF Mixing Group, HF TireTech Group und HF FoodTech auf eine lange Historie zurück.
Harburg-Freudenberger ist ein Anbieter von Prozesstechnik für die Gummi- und Plastikindustrie, insbesondere für die Reifenindustrie. Die HF TireTech Group entwickelt und produziert vorwiegend Reifenaufbaumaschinen und Heizpressen. Die HF Mixing Group entwickelt und produziert Maschinen und Zubehör für die Gummi- und Plastikindustrie. Die zu Beginn des Jahres 2021 neu gegründete HF FoodTech Group bietet industrielle Lösungen für die Nahrungs- und Futtermittel sowie Pharmaindustrie an.
Reinigungstechnik
Die Hako-Gruppe bedient mit ihren Marken Hako, Minuteman, PowerBoss und von Oertzen als Hersteller von Hochleistungstechnik für Innen- und Außenreinigung sowie Grundstückspflege ein breites Zielgruppenspektrum. Produktionswerke befinden sich in Deutschland, Polen und den USA. Zur Produktpalette gehören in der Sparte Reinigungstechnik Kehr- und Kehrsaugmaschinen, Scheuersaugmaschinen, Kleingeräte für die Gebäudereinigung sowie Reinigungs- und Pflegemittel. In der Sparte Kommunaltechnik werden Außenreinigungsmaschinen und kompakte, knickgelenkte und multifunktionale Geräteträger bzw. Nutzfahrzeuge hergestellt.
Druckmaschinen
Im August 2018 schlossen sich die Hersteller von Rollenoffsetdruckmaschinen Manroland Web Systems und Goss International zum Gemeinschaftsunternehmen Manroland Goss Web Systems zusammen. Neben dem Hauptsitz in Augsburg hat Manroland Goss Web Systems Tochtergesellschaften auf vier Kontinenten. An dem Unternehmen ist Possehl mit 51 % und America Industrial Partners mit 49 % beteiligt.
Ebenfalls zum Geschäftsbereich zählen die beiden Unternehmen Manroland Web Produktionsgesellschaft mbH sowie Industriepark Augsburg GmbH.
Die Industriepark-Gesellschaft bietet 150.000 m² Büro-, Fertigungs- und Lagerflächen in Augsburg an. Die Produktionsgesellschaft bietet Fertigungsdienstleistungen für Industrien an. Zum Dienstleistungsangebot zählen beispielsweise die rotative und prismatische Teilefertigung, Oberflächenbehandlung sowie die Messtechnik und Elektromontage.
Intralogistik
Das Geschäftsfeld bedient weltweit automatisierte Druck- und Versandzentren, sogenannte Mailrooms, mit hochentwickelten Hardware- und Softwarelösungen. Wesentliche Abnehmer sind Banken, Versicherungen, Telekommunikationsunternehmen, Massenpost-Dienstleister und Behörden. Das zweite Standbein sind Paketsortier- und Fördersysteme für die Logistik-, Paket- und Postbranche.
Edelmetallverarbeitung
Die Heimerle + Meule Group ist eine international agierende Unternehmensgruppe rund um das Edelmetall. Das Produkt- und Leistungsportfolio deckt folgende Anwendungsbereiche ab: Schmuck- und Uhrenindustrie, Automobilzulieferer aus der Elektrobranche, Dentalunternehmen.
Die Heimerle + Meule GmbH ist seit 1951 in die Possehl-Gruppe eingebunden. Mit dem Erwerb der Cookson Precious Metals Group 2013 wurde die Erweiterung und Umwandlung zur Heimerle + Meule Group vollzogen. Im Zuge des Ausbaus des Zuliefergeschäfts für die Schmuckindustrie erfolgte Anfang 2018 der Zukauf des britischen Familienunternehmens Weston Beamor.
Elektronik
Possehl Electronics entwickelt hochkomplexe elektromechanische Präzisionskomponenten für die Mikroelektronik- und Automobilindustrie.
Der Geschäftsbereich ist als Zulieferer in den beiden Sparten „Automotive“ und „Semicon“ tätig und umfasst neben zwei deutschen neun internationale Produktionsstätten.
Bauleistungen
Die Unternehmen des Geschäftsbereichs sind vorwiegend in ausgewählten Nischen in vier Geschäftsfeldern in der Bearbeitung von Oberflächen, im Hoch- und Tiefbau, in der Gebäuderestaurierung und der Bauchemie tätig. Zu den Kundengruppen gehören unter anderem der öffentliche und private Sektor, die Bauindustrie und Flughäfen.
Identifikationslösungen
In diesem Geschäftsbereich innerhalb des Possehl-Konzerns sind neben den Unternehmensgruppen Logopak Systeme und Novexx Solutions die im Jahr 2017 erworbenen Unternehmen Eidos und Nordvalls zusammengefasst. Im Jahr 2019 kam mit Etipack ein weiterer Hersteller von industriellen Etikettierlösungen in Italien hinzu. 2020 konnte durch den Mehrheitserwerb an der englischen Gesellschaft The Watermill Press Ltd. das Etikettengeschäft weiter ausgebaut werden. 2021 kam mit Lari Tryck, einem skandinavischen Familienunternehmen, ein weiteres Unternehmen für den Etikettierbereich hinzu.
Mittelstandsbeteiligungen
Das Unternehmensportfolio des Mittelstandssegments umfasst die nachfolgend aufgeführten Unternehmen bzw. Unternehmensgruppen: Schwarte Group, Gabler Maschinenbau GmbH, Gabler Thermoform GmbH & Co. KG, develogic GmbH, Savo Technik Rotationsguss GmbH, Kleine Wolke Textilgesellschaft mbH & Co. KG, Düring Schweißtechnik GmbH, Possehl Umweltschutz GmbH / nordrohr GmbH.
Digital
Zu Beginn des Jahres 2021 wurde die Possehl Digital GmbH und damit der zehnte eigenständige Geschäftsbereich innerhalb der Possehl-Gruppe gegründet. Hier werden die bereits konzernweit bestehenden Innovations- und Digitalisierungsinitiativen umgesetzt.
Mit Possehl Online Solutions und Possehl Analytics wurden zwei Ausgründungen aus Manroland Goss vorgenommen.
Die Possehl Online Solutions GmbH bietet die Entwicklung, Betreuung und Vertrieb von Software und Softwareschnittstellen im Bereich B2B-Onlinehandel und branchenverwandten Anwendungen, sowie Beratungsdienstleistungen und Schulungen in den Bereichen B2B-Onlinehandel, Vertrieb, Marketing, IT-Systeme, Datenmanagement, Plattformökonomien und Digitalisierungsstrategien.
Die Possehl Analytics hat sich als 2021 gegründetes Corporate Start-up auf Themen des Internet of Things (IoT) spezialisiert. Zu den Serviceleistungen zählen die Konzeption von Geschäftsmodellen & Strategien sowie die Beratung und Potentialanalysen, Workshops & Trainings, Data Science, Software-Services und White-Label-Applikationen.
Seit Februar 2022 gehört Cluetec GmbH zum Geschäftsbereich Digital.

## Possehl-Stiftung
Seit ihrer Gründung im Jahr 1919 hat die Possehl-Stiftung ihren Sitz in der Beckergrube in der Lübecker Altstadt. Als alleinige Eigentümerin der Possehl-Gruppe sind Stiftung und Unternehmen nicht nur räumlich eng miteinander verbunden. Zudem bildet die Unternehmensgruppe das Grundstockvermögen der Stiftung.

## Weitere bekannte Persönlichkeiten
- Hans Leopold Höhl (1910–1995), langjähriges Vorstandsmitglied